# کریس کالینز
کریس کالینز (به انگلیسی: Chris Collins) نمایندهٔ حوزه انتخابیه بیست‌وهفتم نیویورک از حزب جمهوری‌خواه ایالات متحده آمریکا در مجلس نمایندگان ایالات متحده آمریکا است که برای نخستین‌بار در ۶ ژانویه ۲۰۱۳ میلادی به‌عضویت این مجلس درآمد.